# 1808
Промислова революція •  Російська імперія • Наполеонівські війни

## Геополітична ситуація
Імператор Російської імперії — Олександр I (до 1825). Російській імперії належить більша частина України, значна частина Польщі, Грузія, Фінляндія. Україну розділено між двома державами. Королівство Галичини та Володимирії належить Австрії. Правобережжя, Лівобережжя та Крим належать Російській імперії. Задунайська Січ існує під протекторатом Османської імперії.
В Османській імперії султана Мустафу IV змінив Махмуд II (до 1839). Під владою османів перебувають Близький Схід та Єгипет, Середземноморське узбережжя Північної Африки, частина Закавказзя, значні території в Європі: Греція, Болгарія і Сербія. Васалами османів є Волощина та Молдова.
Австрійську імперію очолює Франц II (до 1835). Вона охоплює, крім власне австрійських земель, Угорщину з Хорватією, Трансильванію, Богемію. Частина колишніх імперських земель об'єдналася в Рейнський союз. Король Пруссії — Фрідріх-Вільгельм III (до 1840). Баварське королівство очолює Максиміліан I (до 1825).
Першу французьку імперію очолює Наполеон I (до 1814). Франція має колонії в Карибському басейні, Південній Америці та Індії. Вона приєднала до себе частину Італії. На троні Іспанії Карла IV змінив спочатку Фердинанд VII, а потім Жозеф Бонапарт (до 1814). Королівству Іспанія належать Нова Іспанія, Нова Гранада, Віцекоролівство Перу, Внутрішні провінції та Віцекоролівство Ріо-де-ла-Плата в Америці, Філіппіни. У Португалії королює Марія I (до 1816), але португальська столиця через французьку загрозу перемістилася в Ріо-де-Жанейро. Португалія має володіння в Бразилії, в Африці, в Індії, в Індійському океані й Індонезії. На троні Великої Британії сидить Георг III (до 1820). Британія має колонії в Північній Америці, на Карибах та в Індії.
Сполучені Штати Америки займають територію частини колишніх британських колоній та купленої у Франції Луїзіани. Посаду президента США обіймає Томас Джефферсон. Територія на півночі північноамериканського континенту належить Великій Британії, вона розділена на Нижню Канаду та Верхню Канаду, територія на півдні та заході континенту належить Іспанії.
Нижні землі займає Голландське королівство. Воно має колонії в Америці, Індонезії та на Формозі. Король Данії та Норвегії — Кристіана VII змінив Фредерік VII (до 1863), на шведському троні сидить Густав IV Адольф (до 1837). На Апеннінському півострові Наполеоном проголошено Італійське королівство, французи також захопили континентальну частину Неаполітанського королівства.
В Ірані при владі Каджари. Імперія Маратха контролює значну частину Індостану. Зростає могутність Британської Ост-Індійської компанії. У Пенджабі виникла Сикхська держава. У Бірмі править династія Конбаун, у В'єтнамі — династія Нгуєн. У Китаї володарює Династія Цін. У Японії триває період Едо.

## Події

### В Україні
- Відкрився Полтавський вільний театр.

### У світі
- Фінська війна:
  - 21 лютого російська армія без оголошення війни увійшла в Фінляндію, яка на той час належала Швеції. Росія оголосила Швеції ультиматум, з вимогою приєднатися до Континентальної блокади Британії.
  - 2 березня росіяни окупували Гельсінкі.
  - 11 березня російська армія здобула Тампере.
  - 22 березня росіяни здобули Турку.
  - 3 травня шведи втратили Свеаборг.
  - 1 грудня російський імператор Олександр I проголосив Фінляндію російською.
- 2 лютого французькі війська окупували Папську державу.
- 13 березня королем Данії став Фредерік VI. Наступного дня Данія оголосила війну Швеції.
- Піренейська війна:
  - 19 березня король Іспанії Карл IV зрікся трону на користь сина Фердинанда VII.
  - 2 травня у Мадриді спалахнуло повстання проти французької окупації.
  - 6 травня французи змусили Фердинанда VII зректися трону. Як наслідок припинилася війна міє Іспанією та Британію — британці долучилися до Піренейської війни на боці іспанців та португальців.
  - 15 червня іспанці зуміли відбити першу спробу французів узяти Сарагосу.
  - 22 липня іспанці завдали поразки французам у битві при Байлені.
  - 8 липня Жозеф Бонапарт проголосив Байонські статути, що стали основою його правління в Іспанії.
  - 21 серпня британсько-португальські війська завдали поразки французам у битві при Вімейру.
  - 20 грудня почалася друга облога Сарагоси.
- 24 травня французи анексували Пармське герцогство і організували замість нього департамент Таро.
- 28 липня Махмуд II став султаном Османської імперії, змінивши Мустафу IV.
- 27 вересня відбувся Ерфуртський конгрес з участю французького імператора Наполеона I та російського імператора Олександра I. Сторони підписали союзну угоду.
- 8 листопада на виборах у США переміг Джеймс Медісон.
- Британці заснували в Африці колонію Сьєрра-Леоне для звільнених рабів.

### Наука
- Томас Янг вперше вжив термін енергія в сучасному фізичному розумінні.
- Гамфрі Деві ізолював Барій, Кальцій, Магній і Стронцій.
- Єнс Якоб Берцеліус запровадив символьне позначення хімічних елементів.
- Жозеф Луї Гей-Люссак сформулював закон об'ємних відношень.
- Медаль Коплі отримав Вільям Генрі.

### Культура
- Опублікована перша частина «Фауста» Йоганна Вольфганга Гете.
- Вийшла поема «Марміон» Вальтера Скотта, яка принесла письменнику літературну славу[1].

## Народились
Дивись також Категорія:Народились 1808
- 26 лютого — Оноре Дом'є, французький художник.
- 20 квітня — Наполеон III (Луї Наполеон Бонапарт), імператор Французький (1852—1870); племінник Наполеона I.
- 3 червня — Джефферсон Девіс, перший і останній президент Конфедерації південних штатів (1861—1865).
- 6 вересня — Абд аль Кадир, алжирський поет, оратор, полководець, національний герой — в 1832 році очолив боротьбу племен Західного Алжиру проти французів.
- 29 грудня — Ендрю Джонсон, 17 Президент США (1865—1869).

## Померли
Дивись також Категорія:Померли 1808
- 14 липня — Ведель Артем Лук'янович, український композитор, диригент, співак, скрипаль.